# Massakern i Rugova
Massakern i Rugova (albanska:Masakra e Rugovës) var en massaker på 432 albanska civila i Rugova nära Peja i Kosovo den 16 februari 1919. Massakern utfördes av serbiska och montenegrinska styrkor.